# Termisk ekspansion
Termisk ekspansion er et materiales tendens til at ændre rumfang ved forandringer i temperatur. Når et stof varmes op begynder partiklerne at bevæge sig hurtigere og holde en større gennemsnitlig afstand. Materialer som trækker sig sammen ved øget temperatur er sjældne; denne effekt er begrænset i størrelse og opstår kun indenfor begrænsede temperaturområder. Ekspansionsgraden divideret med forandringen i temperatur kaldes materialets koefficient af termisk ekspansion og varierer generelt med temperatur.